# Fiat Tipo 3
Fiat Tipo 3 a fost un automobil de clasă medie-superioară fabricat de compania FIAT între anii 1910 și 1921. Este cunoscut și sub denumirea de Fiat 20-30 HP. A fost prima mașină din lume echipată cu o transmisie cardanică.Fiat Tipo 3 era un automobil de clasă medie-superioară, iar astăzi ar putea fi considerat un model granturismo. 
A fost comercializat în trei serii: Tipo 3, Tipo 3A și Tipo 3Ter:
- Tipo 3, fabricat între 1910 și 1912, era echipat cu un sistem electric pentru farurile frontale și posterioare, precum și pentru iluminarea habitaclului. Modelul dispunea de un motor cu aprindere prin scânteie Tipo 53A, având o capacitate cilindrică de 3969 cm³ și o putere de 32 CP. Au fost produse 1322 exemplare.

- Tipo 3A, fabricat între 1912 și 1921, era disponibil doar cu caroseria Torpedo. A fost realizată și o versiune cu șasiu gol, care ulterior era carosată de carosierii de încredere ai clienților. Începând din 1915, modelul a fost echipat cu sistem electric. Motorul său dezvolta o putere de 40 CP și permitea o viteză maximă de 80 km/h, având o capacitate cilindrică de 4398 cm³. Sistemul de aprindere era cu magnetou, iar cutia de viteze era cu patru trepte. Lungimea totală era de 4380 mm, iar pasul de 3140 mm. Au fost fabricate 2167 de exemplare.

- Tipo 3Ter, lansat în 1912, avea aceeași capacitate cilindrică ca și modelul "3A". Cutia de viteze era cu patru trepte. Această versiune a fost fabricată cu un pas mai mic față de Tipo 3A, pentru a satisface cerințele Regio Esercito. Modelul actualizat era mai compact și mai ușor, ceea ce îmbunătățea performanțele. A fost des folosit în scopuri militare. A fost fabricat până în 1915. Lungimea totală era de 4070 mm, iar pasul de 2915 mm. Începând din 1913, a fost lansată o versiune mai puternică de 45 CP, care atingea o viteză maximă de 95 km/h, comparativ cu cele 90 km/h ale versiunii standard. Au fost produse 718 exemplare.